# 燕文公夫人
燕文夫人，是中国战国时期燕国国君燕文公之夫人。
《史记·苏秦列传》記載，燕文公重用苏秦。前333年，燕文公去世，太子即位为燕易王。苏秦与燕文公夫人有染，被燕易王发现，苏秦畏惧被杀，对燕王说：“臣在燕不能使燕国在国际间重要，而在齐国则燕国必在国际间重要。”所以离开燕国到齐国去，受到齐宣王重用。

## 影視形象

### 電視劇
- 1997年中國電視劇《東周列國戰國篇 》：柏寒 飾